# Torsten Andrée

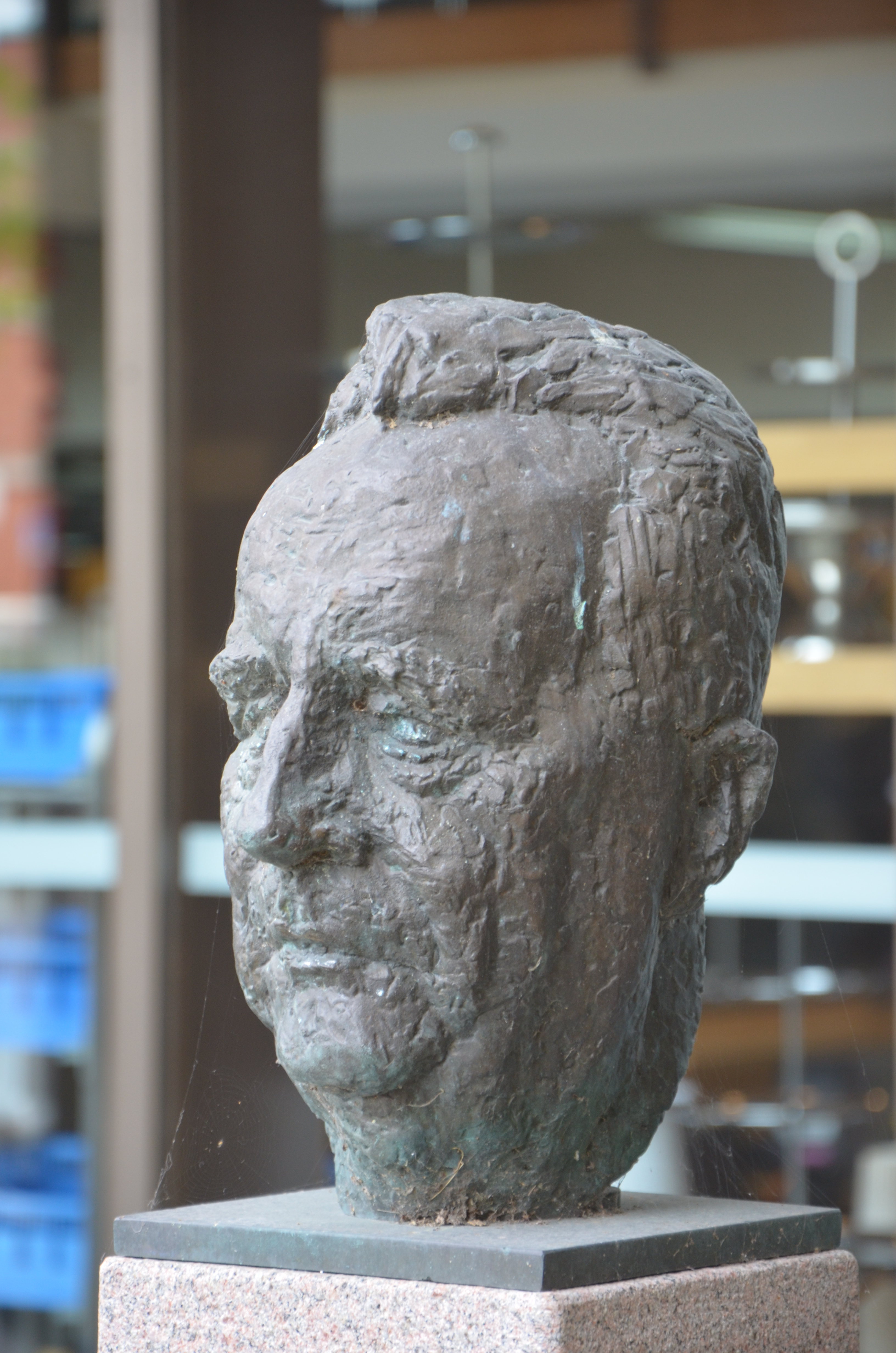
Torsten Andrée, byst utanför Lunds universitetssjukhus.

Torsten Einar Andrée (i riksdagen kallad Andrée i Lund), född 14 april 1900 i Halmstads församling, Hallands län, död 9 mars 1981 i Lunds domkyrkoförsamling, Malmöhus län, var en svensk socialdemokratisk politiker och skolvaktmästare.
Torsten Andrée var en framstående kommunalman i sin hemstad Lund och innehade en mängd uppdrag där och i Malmöhus läns landsting, bland annat var han landstingsråd. åren 1949–1952 var han ledamot av riksdagens första kammare. Han var en drivande kraft bakom byggandet av lasarettsblocket i Lund på 1960-talet. Han var en nära vän och inofficiell rådgivare till Tage Erlander.
Torsten Andrée är begravd på Norra kyrkogården i Lund.